# Christina Epps
Christina Epps (ur. 20 czerwca 1991 w Nowym Jorku) – amerykańska lekkoatletka specjalizująca się w trójskoku.
W 2015 zajęła 7. miejsce na igrzyskach panamerykańskich, była siódma podczas czempionatu NACAC oraz odpadła w eliminacjach mistrzostw świata w Pekinie. Dziesiąta zawodniczka halowego czempionatu w Portland (2016), a także, bez awansu bez finału, startowała na igrzyskach olimpijskich w Rio de Janeiro (2016).
Złota medalistka mistrzostw USA.
Rekordy życiowe: stadion – 14,17 (7 lipca 2016, Eugene); hala – 14,05 (11 marca 2016, Portland).

## Osiągnięcia
| Rok  | Impreza                   | Miejsce        | Lokata            | Wynik  |
| ---- | ------------------------- | -------------- | ----------------- | ------ |
| 2015 | Igrzyska panamerykańskie  | Toronto        | 7. miejsce        | 13,85  |
| 2015 | Mistrzostwa NACAC         | San José       | 9. miejsce        | 12,81w |
| 2015 | Mistrzostwa świata        | Pekin          | el. – 24. miejsce | 13,36  |
| 2016 | Halowe mistrzostwa świata | Portland       | 10. miejsce       | 13,68  |
| 2016 | Igrzyska olimpijskie      | Rio de Janeiro | el. – 15. miejsce | 14,01  |